# Passeig de l'Esplanada (Barcelona)
El Passeig de l'Esplanada, també conegut com a Passeig Nou o Passeig de Sant Joan, va ser un bulevard enjardinat de Barcelona, davant de la fortalesa de la Ciutadella. Va desaparèixer amb la reurbanització de la zona després de l'enderrocament de les muralles i de la Ciutadella.

## Hodonímia
El passeig va ser popularment conegut Passeig de l'Esplanada, Passeig Nou, Camp de Mart o Lancastrín, a causa del seu impulsor, el capità general Lancaster. Finalment, va ser batejat com a Passeig de Sant Joan, encara que la denominació de Passeig de l'Esplanada va continuar sent la més freqüent.

## Característiques
Començava al passeig de la Duana (actual avinguda del Marquès de l'Argentera), al costat del Jardí del General, continuava pels terrenys on després s'aixecaria el mercat del Born i resseguia un curs paral·lel al de l'actual carrer del Comerç fins a morir prop de l'actual placeta del mateix nom, davant del baluard del Portal Nou. Constava de set avingudes: tres destinades als vianants, dues per a cotxes de luxe i genets i dues més per als carruatges de càrrega. El passeig central comptava amb bancs de pedra i ferro forjat i estava decorat amb quatre fonts aixecades sobre basses d'aigua circulars, situades de forma més o menys equidistant entre elles, que representaven personatges mitològics. La primera estava dedicada a Aretusa; la segona presentava al déu marí Forcis lluitant amb un tritó; la tercera mostrava una Nereida cavalcant sobre un dofí; i la quarta, a l'extrem nord del passeig, estava dedicada a Hèrcules. La Font d'Hèrcules, obra de Josep Moret i Salvador Gurri, és l'únic vestigi conservat actualment i és considerada com l'estàtua pública original més antiga de Barcelona.

## Història
Després de la Guerra de Successió, gran part del barri de la Ribera de Barcelona va ser enderrocada per aixecar la fortalesa de la Ciutadella. Durant uns quants anys, entre aquesta i les cases supervivents va quedar una gran esplanada de terreny erm, que es destinava a maniobres i a les execucions de reus. La creació d'uns jardins en aquest glacis va ser promoguda pel capità general de Catalunya Agustí de Lancaster, amb l'objectiu de donar feina a gran part de la població que havia quedat desocupada amb la paralització del comerç marítim, a causa de la Guerra angloespanyola de 1796. Les obres es van iniciar el 28 d'agost del 1797 i el passeig es va inaugurar el 23 de juny del 1798. No obstant això, els anys següents es van realitzar diverses modificacions; especialment en 1802, amb motiu d'una visita del rei Carles IV, quan es van reemplaçar les dues fonts dels extrems del passeig per altres més monumentals.
Tot i l'obertura del passeig, les execucions davant de la fortalesa van continuar. El juny de 1809, les tropes napoleòniques van executar per garrot vil els implicats en el Complot de l'Ascensió, una conjura fallida contra els ocupants francesos. El 1815, el conjunt enjardinat va ser completat per l'extrem sud amb la creació del Jardí del General, considerat el primer parc públic de Barcelona.
L'enderrocament de la Ciutadella va suposar la reurbanització de tota la zona a partir del 1878, segons un projecte de Josep Fontserè. El passeig de l'Esplanada va desaparèixer a principis dels anys 1880, sent la major part ocupat per edificis d'habitatges coneguts com a Porxos d'en Fontserè i el Mercat del Born. L'únic element conservat va ser la Font d'Hèrcules, que inicialment va quedar integrada al recinte de l'Exposició Universal de 1888, dins dels jardins del Palau de Belles Arts. El 1928 va ser traslladada a la cruïlla del Passeig de Sant Joan amb el carrer Còrsega, on es manté actualment.